# Kris Aquino
Kristina Bernadette Cojuangco Aquino, detta Kris (Manila, 14 febbraio 1971), è un'attrice e conduttrice televisiva filippina.

## Biografia
Figlia del senatore Benigno Aquino Jr. e della presidente Corazon Aquino, è sorella di Benigno Aquino III, anch'egli presidente delle Filippine. Ha studiato presso la scuola cattolica Colegio San Agustin-Makati di Makati, dove ha avuto come compagne di studio la giornalista filippina Pinky Webb e la giornalista e conduttrice televisiva filippina Karen Davila. Nel 1992 ha conseguito il baccalaureato in letteratura inglese presso la Università Ateneo de Manila.
Ha debuttato nel mondo del cinema nel 1990 con il film Pido Dida: Sabay Tayo. È nota in particolare per aver preso parte a Feng Shui (2004), So... Happy Together (2004) e Sukob (2006).
Dal 2005 al 2012 è stata sposata con il cestista professionista nella PBA James Yap. Dal 2013 è attiva anche come produttrice cinematografica e televisiva con la Kris Aquino Productions, associata alla Star Cinema.

## Filmografia parziale
- Pido Dida: Sabay Tayo, regia di Tony Cruz (1990)
- Shake, Rattle & Roll III, regia di Peque Gallaga (1990)
- Pido Dida: Kasal Na, regia di Tony Cruz (1991)
- Happy Ghost V, regia di Clifton Ko, (1991)
- All You Need Is Pag-ibig, regia di Antoinette Jadaone, (2015)
- Etiquette for Mistresses, regia di Chito S. Roño, (2015)
- Crazy & Rich (Crazy Rich Asians), regia di Jon M. Chu (2018)
- I Love You, Hater, regia di Giselle Andres (2018)